# Pungentella brevicuspidata
Pungentella brevicuspidata là một loài Rêu trong họ Sematophyllaceae. Loài này được (Mitt.) Müll. Hal. miêu tả khoa học đầu tiên năm 1896.